# Marcel Otte
 (juin 2012).
Si vous disposez d'ouvrages ou d'articles de référence ou si vous connaissez des sites web de qualité traitant du thème abordé ici, merci de compléter l'article en donnant les références utiles à sa vérifiabilité et en les liant à la section « Notes et références ».
Marcel Otte, né le 5 octobre 1948 à Brasschaat, est un préhistorien belge, professeur de Préhistoire à l'université de Liège, en Belgique. Son principal domaine de recherche concerne les échanges culturels à l’intérieur du continent européen durant le Paléolithique supérieur, ainsi que les échanges avec les aires géographiques proches. En Belgique, Marcel Otte poursuit un programme de mise en valeur des sites préhistoriques wallons, dont la grotte Scladina à Sclayn. Marcel Otte est un chercheur pour qui la science est une « aventure de l'esprit dont le moteur doit être la poésie ».

## Jeunesse et formation
Dès le plus jeune âge, Marcel Otte développe une affection particulière pour le « caillou ». « Sans oublier la perspective lointaine qui nous fait remonter à des milliers d'années, j’apprécie sa texture, sa densité et même son côté sensuel ».
À 17 ans, il entame des études à l’université de Liège, où il obtient deux doctorats. Durant ses études, il participe à des campagnes de fouilles avec : André Leroi-Gourhan, à Pincevent ; Gerhard Bosinski (de) sur le site allemand de Gönnersdorf, en Rhénanie ; François Bordes aux grottes du Pech-de-l'Azé ; Jacques Tixier à Ksar Akil, au Liban, entre autres.
Il reste néanmoins très attaché à sa terre natale et particulièrement au chantier de la Place Saint-Lambert, à Liège. Il lutte contre sa destruction dès 1977. Soutenu dans son combat par les plus hautes autorités de l’université de Liège, il mène des actions allant jusqu’à s’allonger devant les bulldozers pour contrer leur avancée destructrice.

## Vie professionnelle
Marcel Otte commence sa vie professionnelle comme enseignant-chercheur à l'université de Liège, puis est nommé professeur.
Directeur du Centre de recherches archéologiques, du Centre de recherches sur les civilisations du Paléolithique supérieur européen et du Musée archéologique de l’Université de Liège, il assure également la présidence du groupe de contact Préhistoire du Fonds de la recherche scientifique.
Il est directeur du Centre de recherche sur les civilisations préhistoriques européennes (Union internationale des sciences préhistoriques et protohistoriques)[Quand ?]. Il représente le Benelux à la Commission 8 de l'UISPP, Le Paléolithique supérieur en Europe, et la Belgique auprès du Conseil permanent et du Comité exécutif de l’Union internationale des sciences préhistoriques à Paris[Quand ?][réf. souhaitée].

## Travaux
Son domaine de recherche principal sont les échanges culturels à l'intérieur du continent européen durant le Paléolithique supérieur. Il couvre aussi les échanges avec les aires géographiques moyennement proches, telles que l'Afrique du Nord, l'Anatolie et la Sibérie occidentale. Il a ainsi été amené à étudier les vestiges sur place au cours de divers séjours en Europe centrale et orientale. Depuis plusieurs années, une équipe constituée à cet effet et grâce à des subsides nationaux poursuit sous sa direction des travaux de terrain dans différentes régions concernées par ce programme : Iran, Syrie, Turquie, Crimée, Moldavie, Roumanie, Portugal et Maroc.
Divers travaux à caractère ponctuel ou à vocation synthétique ont paru dans ce cadre. Par ailleurs, une série de rencontres internationales ont été organisées à l'université de Liège afin de confronter ces découvertes à celles réalisées par d'autres laboratoires et de mieux intégrer les connaissances. L'une de ces rencontres fut le XVIe Congrès de l’Union Internationale des Sciences Pré- et Protohistoriques, qui s’est tenu à Florianópolis, Brésil, en septembre 2011, suivie d’un Colloque de la Commission 8, Paléolithique supérieur, à l’Université de Liège, ayant pour thème les Modes de contacts et de déplacements au Paléolithique eurasiatique. La préhistoire de l'Europe est ainsi abordée globalement et à partir d'une problématique uniforme fondée sur des données renouvelées.

## Patrimoine préhistorique
En Belgique, Marcel Otte poursuit un programme, soutenu par le ministère de la Région wallonne, de mise en valeur des sites préhistoriques wallons (grottes paléolithiques de Sclayn, Chaleux, Trou Magrite et Bois Laiterie, site de plein air de Maisières-Canal et village néolithique à Alleur, Domaine militaire).

## Organismes et associations
Marcel Otte est membre de :
- Australian Rock Art Research Association, Darwin, Australie ;
- European Association for Near Eastern Archaeology, Jérusalem ;
- International Association for the study of Anthropology and Archaeology, Tel-Aviv ;
- Russian Archaeological Society, Saint-Pétersbourg ;
- Paleoanthropology Society, Washington ;
- Society for American Archaeology, Chicago.

## Activité éditoriale
Membre du comité de rédaction de revues (Archeologia Venatoria, Tübingen, Allemagne ; National Science Foundation, Washington, États-Unis ; Trabajos de Prehistoria, Madrid, Espagne ; Publications ERAUL (Études et recherches archéologiques de l'université de Liège), il co-dirige depuis 2001 la revue L'Anthropologie, à Paris. Il est éditeur de Palevol, expert pour Antiquity, le Centre national de la recherche scientifique (France), pour Trabajos de Prehistoria (Madrid) et membre du conseil scientifique au Muséum national d'histoire naturelle (Paris).
La direction d'une revue scientifique (Préhistoire européenne) à Liège de 1992 à 2001, puis sa codirection depuis 2001 à Paris (L’Anthropologie), permet de lier des contacts avec tous les pays du continent. Rencontres, publications et fouilles sur le terrain sont autant de moyens combinés pour réaliser une recherche originale et fructueuse.

## Publications (sélection)
- Speaking Australopithecus. A New Theory on the Origins of Human Language, (avec Francesco Benozzo), Alessandria, Edizioni dell'Orso, 2017
- Universalité des signes graphiques, Éditions L'Harmattan, 2015
- Neandertal / Cro-Magnon – La Rencontre, Éditions Errance, 2014
- Les Gravettiens, Éditions Errance, 2013
- À l'aube spirituelle de l'humanité : une nouvelle approche de la Préhistoire, Paris, Odile Jacob, septembre 2012
- Méthodes archéologiques, Éditions de Boeck, (avec la participation de Pierre Noiret), 2012
- La Préhistoire de la Chine et de l'Extrême-Orient, Paris, Éditions Errance, 2011
- Neandertal réhabilité, in Dossier d'archéologie, n° 345, Dijon, Éditions Faton, 2011
- Les Aurignaciens, Éditions Errance (Civilisations et cultures), Paris, 2010
- L’évolution des gestes techniques de la Préhistoire, Éditions De Boeck, (avec la contribution de Pierre Noiret), 2010
- Cro-Magnon : aux origines de notre humanité, Éditions Perrin (Collection Tempus # 315), Paris, 2008, poche 2010
- Les hommes de Lascaux, civilisations paléolithiques en Europe, Éditions Armand Colin, Paris, 2009
- La Préhistoire, Éditions De Boeck (coll. « Université »), (avec les contributions de Denis Vialou et Patrick Plumet), Bruxelles, 1999, 2e éd. 2003, 3e éd. 2009
- Une futile audace, Éditions de la Réunion des Musées Nationaux, Paris, 2009
- Vers la Préhistoire : une initiation, Bruxelles, Éditions de Boeck, 2007
- Arts protohistoriques : l'aurore des dieux, Préface de Jean Guilaine, Éditions De Boeck. Bruxelles, 2007
- L’Aurignacien du Zagros, Liège, ERAUL 118, (avec la contribution de Kozlowski J.K.), 2007
- Arts préhistoriques : l’articulation du langage, Préface de Jean Clottes, Bruxelles, De Boeck (coll. « Université »), 2006
- La Protohistoire, Bruxelles, De Boeck (coll. « Université »), (avec les contributions de Mireille Daid-Elbiali, Christiane Éluère, Jean-Pierre Mohen et Pierre Noiret), Bruxelles, 2002, 2e éd. 2008
- Les origines de la pensée : archéologie de la conscience, Sprimont, Pierre Mardaga Éditeur, (coll. « Psychologie et Sciences humaines », 230), 2001
- Approches du comportement au Moustérien, Oxford, B.A.R. International Series 833, 2000
- Le Paléolithique supérieur en Europe, Paris, Armand Collin, (avec les contributions de François Djindjian , Kozlowski J.K. ) (coll. « U »), 1999
- Le Paléolithique inférieur et moyen en Europe, Armand Collin, Paris, 1996
- Préhistoire des religions, Paris, Masson, 1993
- Le Gravettien en Europe centrale, Bruges, Dissertationes Archaeologicae Gandenses, vol. XX, Bruges, 2 vol., 1981
- Le Paléolithique supérieur ancien en Belgique, Bruxelles, Monographies d'Archéologie Nationale, vol. 5, 1979
- La Préhistoire à travers les collections du Musée Curtius, Liège, Éditions Eugène Wagke, 1978
- Le château médiéval de Saive, Liège, 1971